# Veronica macropoda
Veronica macropoda är en grobladsväxtart som beskrevs av Pierre Edmond Boissier. Veronica macropoda ingår i släktet veronikor, och familjen grobladsväxter. Inga underarter finns listade i Catalogue of Life.